# Vespa macrocephala
Vespa macrocephala är en getingart som beskrevs av Christ 1791. Vespa macrocephala ingår i släktet bålgetingar, och familjen getingar. Inga underarter finns listade i Catalogue of Life.